# Заоставштина Оље Ивањицки
Заоставштина Оље Ивањицки је легат мултимедијалног уметничког стваралаштва, и друге личне имовине признате уметнице Оље Ивањицки на пољу сликарства, вајарства, модног дизајна, архитектуре и поезије у Србији и свету,  који је она у свом усменом тестаменту завештала српском народу. Заоставштину чине, слике скулптура цртежи, као и лични предмети који су чинили део Ољине свакодневице и били неисцрпан извор инспирације за њен уметнички рад.

## Имовина Оље Ивањицки после њене смрти
Целокупна имовина Оље Ивањицки после њене смрти 24. јуна 2009. једно време је чувана у њеном атељеу, у 38 квадрата, у коме је уметница и живела, на Косанчићевомј Венцу 19 у Београду. Из безбедносних разлога, високих трошкова чувања и одузимања објекта од стране Града Београда, имовина је смештена у депое Историјског музеја Србије, где чека разрешење коначног смештаја уметничине заоставштине уметнице.

### Списак заоставштине
Према изјави директорке Фонда „Олге Оље Ивањицки”, Сузане Спасић, најближа Ољина сарадница, после смрти уметниице од Ољине имовине (након чијег пописа је настала књига од 160 страна), остало је завештано:
- 729 слика и цртежа
- 27 скулптура и инсталација,
- 73 комада стилског намештаја,
- 14 лампи,
- 32 комада сребрних и посребрених послужавника,
- 211 чаша, посуда и других предмета,
- 65 стаклених притискача за папир, колекција,
- 1.148 књига,
- 28 свећњака,
- 32 бунде и осам крзнених шалова,
- Двоглед, старинске пегле, есцајг технички уређаји,
- 2 аутомобила (која се тренутно чувају у Музеју аутомобила у Београду)
- Новац који је нађен у кући уметнице у износу од 43.000 евра, 13.724 долара, 200 фунти и 500 рубаља.
- Ољини девизни и динарски рачуни у две банке у Србији и један доларски налог у иностранству (непознатог износа).[3]

## Контроверзе око заоставштине Оље Ивањицки
Од смрти Оље Ивањицки, до почетка 2017. године, и даље траје борба за њено наследство пред београдским Вишим судом између Републике Србије и фонда „Олга Оља Ивањицки”, јер је држава оспорила усмени тестамент сликарке, и чињеницу да је за живота основала фонд, чији је крајњи циљ био да направи сталну поставку њених дела како би све време била доступна љубитељима њене уметности.
| „ | Оља Ивањицки је за живота више пута рекла да жели све што је створила и сачувала да остави народу, та њена последња жеља није услишена. Тако се питање заоставштине годинама развлачи на суду, државни новац се троши на чување имовине, која није доступна јавности, а мере о заштити те исте имовине су само привремене. | ” |

Ситуацију су додатно закомпликовали у оставинској расправи и бројни „љубавници или кумови” уметнице који су, чак да би оспорили Фонд, себи дозволили смелост да тврде да је Оља била скоро па малоумна и изманипулисана, што је у делу јавности изазвало шок.
Готово да је извесно да ће цео легат Оље Ивањицки припасти држави, или граду Београду, а како ће се они у садашњим тешким материјалним условима за културу у Србији снаћи остаје да се по завршетку поступка то види?
Једино што је важно, за поштоваоце и љубитеље Ољиног стваралаштва, у Србији је:
| „ | ...да се испоштује последња сликаркина воља, која је јасна - да сва њена дела, која је оставила својим суграђанима, буду увек доступна. Да се направи стална поставка, у којој ће моћи да уживају сви љубитељи њене уметности. | ” |

## Изложба „Заоставштина Оље Ивањицки”  у Историјском музеју Србије (2017)
Изложба „Заоставштина Оље Ивањицки” свечано отворена у марту 2017. године, премијерно је приказивање уметницине заоставштине, након њене смрти 2009. године, којом њени творци настоје да српску јавност подсете на питање трајног решења смештаја и презентације Ољине заоставштине, која је до окончана судског процеса додељена на привремено чување Историјском музеју Србије.
Ова музејска поставка са око 200 уметничких слика, скулптура и цртежа из свих периода њеног стваралаштва, као и личних предмета (фотографије, фонотека, намештај, колекција чаша и свећњака итд) који су чинили део њене свакодневице и били неисцрпан извор инспирације за уметнички рад, до данас је најобимнији пресек Ољиног разноврсног уметничког стваралаштва на пољу сликарства, вајарства, модног дизајна, архитектуре и поезије.
Такође по први пут су у посебном делу галерије реконструисани делови њеног атељеа са аутентичним намештајем и личним предметима.
У Музеју и у Фонду очекују да ће ова импозантна изложба инспирисати надлежне у Београду и Србији да се питање сталне поставке заоштавштине Оље Ивањицку што пре коначно реши.